# Trigonisca hirticornis
Trigonisca hirticornis är en biart som beskrevs av Albuquerque och Camargo 2007. Trigonisca hirticornis ingår i släktet Trigonisca och familjen långtungebin. Inga underarter finns listade i Catalogue of Life.